# Premis Narcís Monturiol
Els Guardons Narcís Monturiol són unes distincions creades per la Generalitat de Catalunya l'any 1982 per al reconeixement d'aquelles persones i entitats que han contribuït significativament en el progrés de la ciència i la tecnologia de Catalunya. S'otorguen en forma de medalles i plaques a les persones físiques i jurídiques, respectivament. La concessió dels guardons és feta per decret a proposta del president o d'un conseller i per acord del consell executiu.
Els guardons són anomenats en honor de Narcís Monturiol i Estarriol, enginyer i intel·lectual català del segle xix.

## Medalles Narcís Monturiol
- 1982: Oriol de Bolòs, Manuel Cardona i Castro, Ramon Margalef i Joan Oró.
- 1983: Albert Barella i Miró, Lluís Bel i Díaz, Pere Bohigas, Artur Caballero i López, Creu Casas, Josep M. Font, Amadeu Foz i Tena, Jordi Gras i Riera, Joan Maluquer de Motes, Joaquim Maluquer i Nicolau, Jordi Nadal, Agustí Pumarola i Busquets i Martí de Riquer.
- 1984: Manuel Ballester, David Cardús, Josep Egozcue i Cuixart, Francesc Español i Coll, Enric Freixa i Pedrals, Josep O'Callaghan, Ramon Roca, Lluís Antoni Santaló, Géza Tolnay Winternitz i Joan Vernet.
- 1986: Lluís Cornudella i Mir, Josep Cuatrecasas, Josep M. Domènech, Salvador Gil i Vernet, Josep M. Gil-Vernet, Enric Gratacós, Jaume Palau i Albet, Ramon Parés i Farràs, Pere Pascual i de Sans, Enric Ras, Ciril Rozman, Joan Antoni Subirana i Torrent, Joan Vilà, Carmina Virgili.
- 1989: Joan Albaigés i Riera, Josep Amat, Enric Casassas, Josep Castells i Guardiola, Gabriel Ferraté, Màrius Foz i Sala, Francisco Garcia-Valdecasas, Andreu Mas i Collell, Eugenio Oñate Ibánez de Navarra, Pere de Palol i Salellas, Antoni Prevosti i Pelegrín, Lluís Revert i Torrellas, Joan Rodés i Francesc Serra i Mestres.
- 1991: Àngel Ballabriga, Josep Carreras i Barnés, Manuel Castellet, José Cegarra Sánchez, Ramon Folch, David Jou, Manuel Mundó, Ramon Pascual de Sans, Jaume Rotés i Carles Vallbona i Calbó.
- 1992: Joan Maria Compte i Guinovart, Ernest Giralt, Miguel Àngel Lagunas i Hernández, Manuel Martí i Recober, Carles Miravitlles i Torras, Maria Teresa Mora i Aznar, Jacint Nadal i Puigdefàbregas, Pere Puigdomènech i Rosell, Gemma Rauret i Dalmau, Oriol Riba, Manuel Ribas, Antoni Salva i Miquel, Fèlix Serratosa i Palet, Jaume Antoni Terradas i Serra i Josep Antoni Salvà i Miquel.[2]
- 1993: Lina Badimon, Pere Brunet i Crosa, Anna Cabré, Ramon Carbó-Dorca i Carré, Ricard Castillo i Cofiño, Valentí Fuster de Carulla, Miquel Gassiot i Matas, Francesc Giralt i Prat, Joan Massagué, Gemma Rigau i Oliver, Javier Tejada Palacios, Mateo Valero i Cortés, Josep Vigo i Bonada i Jordi Vives i Puiggrós.
- 1994: Josep Maria Antó i Boqué, Joan Bladé i Piqué, Marta Estrada, Enrique Fernández Sánchez, Jaume Guàrdia i Massó, Josep Lluís Morenza i Gil, Àngel Pellicer i Garrido, Lluís Puigjaner i Corbella, Carles Simó i Torres i Ignasi de Solà-Morales i Soledad Woessner i Casas.
- 1995: Joan Bertran i Rusca, Ramon Canal i Masgoret, Àngel Cardama i Aznar, Josefina Castellví, Emilio Custodio Gimena, Xavier Estivill i Pallejà, Jaume Gállego i Berenguer, Francesc Guiu i Giralt, Lluís Mallart, Francesc Navarro i López, Ricard Pujol i Borrell i Martí Vergés.
- 1996: Jaume Barceló i Bugueda, Joan Bordas i Orpinell, Maria Teresa Cabré i Castellví, Jaume Casabó i Gispert, Rafael Ferré i Masip, Enric Herrero i Perpiñan, Joan Modolell i Mainou, Rolf Tarrach i Siegel i Miquel Vilardell i Tarrés.
- 1997: Joaquim Agulló i Batlle, Pilar Bayer i Isant, Rosa Caballol i Lorenzo, Francesc Camps i Diez, Joan Girbau i Badó, Joan Jofre i Torroella, Jordi Pascual i Gainza, Josep Perarnau i Espelt, Robert Rodríguez i Roisin, Xavier Solans i Huguet i Juan José Villanueva Pipaón.
- 1998: Alícia Casals i Gelpí, Josep Font i Cierco, Joan J. Guinovart i Cirera, Joan Ramon Morante i Lleonart, Xavier Obradors i Berenguer, Santiago Olivella i Nel·lo, Francesc Puchal i Mas, Ignacio Romagosa i Clariana, Marta Sanz Solé i Lluís Victori i Companys.
- 2000: Eduardo Alonso Pérez de Agreda, Lola Badia, Jaume Baguñà Monjo, Miquel Bruguera i Cortada, Jordi Camí, Eudald Carbonell, Ricard Guerrero Moreno, Joaquim Molas, Manuel de Solà-Morales, Josep M. Terricabras, Carme Torras Genís i Enric Trillas Ruiz.
- 2001: Ramon Agustí i Comes, Francesc Xavier Avilés i Puigvert, Fàtima Bosch, Mercè Durfort, Ramon Gomis de Barbarà, Josep Guarro Artigues, Abel Mariné Font, Andreu Ripoll i Xavier Vives i Torrents.
- 2002: Ramon Albajes i Garcia, Lourdes Benería i Farré, Manuel Castells i Oliván, Claudi Esteva i Fabregat, Josep Fontana, Marcial Moreno Mañas, Ramon Pallàs i Areny, Carles Perelló i Encarna Roca.
- 2003: Jordi Agustí i Ballester, Marià Alemany, Pere Arús i Gorina, Albert Dou i Mas de Xexàs, Isidre Ferrer i Abizanda, Jordi Font, Maria Dolors García i Ramon, Joan Prat i Carós, Màrius Rubiralta i Alcañiz, Anna M. Sastre i Requena, Antoni Serra i Joan Solà.
- 2005: M. Dolors Baró i Mariné, Carme Batlle, Oriol Bohigas, Carme Borrell i Thió, Francesc Xavier Bosch i Jose, José Costa i López, Eulàlia Duran, Josep Gibert, Antoni Lloret, Asunción Moreno i Bilbao, Montserrat Pagès i Torrens, Àngels Pascual de Sans, Miquel Àngel Pericàs i Brondó, Joan Ramon i Torres, Jacint Rosa i Hombravella, Conxita Royo i Calpe, Jordi Sabater i Pi, Miquel Siguan i Soler, Maria Jesús Uriz i Lespe i Anna Veiga.
- 2006: María Paz Battaner Arias, Miguel Beato del Rosal, Maria Casado, Maria del Carmen Claver Cabrero, Joan Estruch i Gibert, Lluïsa Gràcia i Solé, Ferran Laguarta i Bertran, Xavier Llimona i Pagès, Roger H. Rangel, Gemma Rigau i Oliver, Joandomènec Ros i Aragonès, Francesc Solé i Parellada i Mercè Unzeta i López.
- 2009: María Ermitas Alcalde Pais, Pedro Luís Alonso Fernández, María Eugenia Aubet Semmler, Albert Balcells, María Teresa Freixes Sanjuán, Fausto Garcia Hegardt, Lluís Jofre i Roca, Conxita Mir Curcó, Marisa Molinas de Ferrer, Francesc Xavier Rius Ferrús, Anna Maria Serra i Tort, Joaquim Silvestre Benach i Lluís Torner Sabata.
- 2012: Salvador Barberà Sánchez, Joaquim Bruna i Floris, Luisa F. Cabeza, Elías Campo Güerri, Joaquim Casal i Fàbrega, Josep Domingo Ferrer, Dieter Einfeld, Climent Giné i Giné, Maria Pau Ginebra Molins, Jordi Isern i Vilaboy, Genoveva Martí i Campillo, Emilio Montesinos Seguí, Núria Sebastián Gallés.
- 2015: Ramon Bacardit, Jaume Bertranpetit, Artur Bladé, Martine Bosman, Françoise Breton, Marta Cascante Serratosa, Miquel Duran, Jordi Galí, Antonio Gens, Jaume Llibre i Saló, Xavier Matias-Guiu, Antoni Oliva Cuyàs, Josep Rizo i Rey, David Serrat i Congost, Joan Maria Thomàs i Isabelle Vernos.
- 2018:[3] Xavier Bellés, Caterina Biscari, Manola Brunet, Matteo Cavalli-Sforza, Ilan Chet, Teresa Garcia-Milà i Lloveras, Joan Gómez Pallarès, Francesc Xavier Hernàndez Cardona, Carles Lalueza Fox, Agustí Lledós Falcó, Olga Martín-Belloso, Pura Muñoz-Cánoves, Mary Nash, Marc Noy Serrano, Pablo Ordejón Rontomé, José Luis Riechmann Fernández, Jordi Torra Roca, Licia Verde i Mariàngela Vilallonga Vives.
- 2020:[4] Ramon Brugada i Terradellas, Paul Christou, Maria Teresa Espinal i Farré, Manel Esteller Badosa, Pilar Garcia Almirall, Paloma Mas Martínez, Victoria Reyes-García, Jordi Salas i Salvadó, Josep Samitier i Martí, Sebastià Xambó Descamps.
- 2022ː[5] Àlex Arenas, Quique Bassat, Isabel Cacho, Rosa Congost Colomer, Roberto Emparan, Xavier Oliver i Olivella, Raquel Piqué i Huerta, Rosa Maria Poch Claret, Trinitat Pradell i Cara i Salvador Ventura Zamora.[6]
- 2024ː[7] Jordi Alberch Vié,  Anna Alberni Jordà, Joan Grimalt i Obrador, Emilio Palomares Gil, Ana Isabel Pérez Neira, Petia Radeva, Gustavo A. Slafer, Antonio Villaverde Corrales, Àngel Lozano Solsona i Marta Reynal-Querol.[8]

## Plaques Narcís Monturiol
- 1983: Institut Químic de Sarrià i Institució catalana d'història natural.
- 1984: Observatori de l'Ebre.
- 1986: Acadèmia de ciències mèdiques de Catalunya i Balears, Equip de trasplantament cardíac de l'Hospital de la Santa Creu i Sant Pau i Museu de la Ciència de la Fundació "La Caixa".
- 1991: Institut de Tecnologia de la Construcció de Catalunya, Laboratori Municipal de Barcelona i Unitat de trasplantament hepàtic de l'Hospital Clínic.
- 1992: Fundació Puigvert, Institut de Botànica de Barcelona, Institut de Paleontologia Miquel Crusafont i Observatori Fabra.
- 1993: Fundació Jaume Bofill, Institut Català de Tecnologia.
- 1995: Institut de Recerca i Tecnologia Agroalimentàries.
- 1996: Centre Nacional de Microelectrònica-Institut de Microelectrònica de Barcelona, Museu de la Ciència i de la Tècnica de Catalunya, Serveis Cientificotècnics de la Universitat de Barcelona,
- 1998: Centre Internacional de Mètodes Numèrics en Enginyeria i Centre de Recerca Ecològica i Aplicacions Forestals.
- 2000: Centre de recerca matemàtica i Institut de Física d'Altes Energies.
- 2001: Centre de Supercomputació de Catalunya i Centre de Visió per Computador i Fundació La Marató.
- 2002: Agrupació Astronòmica de Sabadell i Societat Catalana de Biologia.
- 2003: Institut Cartogràfic de Catalunya i Institut Municipal d'Investigacions Mèdiques.
- 2004: Fundació Jordi Gol i Gurina i Institut Universitari d'Estudis del Pròxim Orient Antic de la Universitat de Barcelona.
- 2006: Centre Tecnològic Forestal de Catalunya i Institut d'Investigacions Biomèdiques August Pi i Sunyer.
- 2009: Centre de Regulació Genòmica, Institut Català d'Investigació Química i Televisió de Catalunya SA pel programa Quèquicom del Canal 33.
- 2012: Institut de Recerca Biomèdica (IRB Barcelona), Fero-Fundació d'Estudis i Recerca Oncològica, Obra Social La Caixa.
- 2015: Centre d'Estudis Demogràfics, Consorci de Biblioteques Universitàries de Catalunya, Reial Acadèmia de Ciències i Arts de Barcelona.
- 2018:[3] Institució Catalana de Recerca i Estudis Avançats (ICREA)
- 2020:[4] Institut de Ciències Fotòniques (ICFO)
- 2022ː[9] Vall d’Hebron Institut de Recerca (VHIR)
- 2024ː[7] Museu d’Arqueologia de Catalunya (MAC).[8]